# Хапса Хан
Хапса Хан (курд. حەپسە خانی) — рання курдська феміністка та націоналістична лідерка, яка заснувала першу жіночу школу в Іраці. Організація мала назву Асоціація курдських жінок.

## Життєпис
Хапса народилася в 1891 році в Сулейманії у видатній курдській родині. Хапса була донькою шейха Маріфа та Сальми Хана. У 1926 році вона зіграла значну роль у заснуванні першої школи для дівчат у Сулейманії / Сілемані. Вона зустрічалася з учителями, щоб зареєструвати якомога більше дівчат до школи. Активістка також переконувала батьків відправляти своїх доньок до школи. Німецький фотограф Лотте Еррелл описала Хапсу Хану як жінку, «чий чоловік встає, коли вона заходить до кімнати».
У 1920 році Хан одружилася з курдським лідером шейхом Кадіром Хафідом братом Махмуда Барзанджі, який відіграв провідну роль в опорі курдів проти британської окупації. Хан зіграла свою роль у повстанні, фінансуючи його, переконуючи інших приєднатися до нього та організовуючи акції протесту в Сулейманії.
У 1930 році Хан направила листа до Ліги Націй, виступаючи за права курдів і курдську державу. Коли Казі Мухаммед заснував Республіку Мехабад у 1946 році, вона підтримала рішення про проголошення незалежності.

## Роль у суспільстві
Після її смерті в 1953 році її будинок став школою. Хан продовжує сильно впливати на сучасних курдських жінок. У лютому 2019 року Kurdistan24 повідомив, що переможець конкурсу моди в Сулейманії базував свій дизайн традиційного костюма на стилі Хапси Хани.